# Џихан Шах
Музафар ал-Дин Џахан Шах ибн Јусуф (перс. جهان شاه; рођен у Кхоју 1397. или 1405. у Мардину – умро 30. октобра или 11. новембра 1467. године у Бинголу), био је вођа Кара Којунлуа. Турске племенске конфедерације у Азербејџану и Арану који је владао 1438 – 1467. Током своје владавине успео је да прошири територију Кара Којунлуа до највећег обима, укључујући источну Анадолију, већи део данашњег Ирака, централни Иран, па чак и Керман. Покорио је и суседне државе. Био је један од највећих владара Кара Којунлуа. Такође је наводно волео пиће и забаву. Током своје владавине Џахан Шах је наредио изградњу теолошке школе Гокмедресе и Музаферие у свом главном граду Табризу.

## За време владавине султана Кара Јусуфа
Послат је да поново заузме Султанију и Казвин непосредно пре очеве смрти.

## За време владавине султана Кара Искандера
Око 1420. године, Џахан Шах се оженио кћерком цара Алексија IV Великог Комнина и царице Теодоре Кантакузин, а део договора је био да ће цар Алексије IV наставити да плаћа Кара Којунлуу данак који је Трапезунтско царство раније плаћало кану Тимуру. За време владавине његовог брата султана Кара Искандера (1420–1436), живот Џахан Шаха није био безбедан, као потенцијалног супарника за власт и он се склонио код свог другог брата Испенда који је владао Багдадом. Године 1436. добио је помоћ тимуридског владара кана Шах Руха да победи султана Кара Искандера и заузме престо за себе. Пошто му је кан Шах Рух помогао да дође на власт, владао је у почетку као вазал Тимурида. Такође га је усвојио Гохаршад Бегум и крунисао га 19. априла 1438. године, уз епитет „Музафар ал-Дин“.

## Војни походи на Грузију
Године 1440, грузијски краљ Александар I одбио је да ода почаст Џахан Шаху. У марту је Џахан Шах одговорио инвазијом на Грузију са 20.000 војника, уништио град Самшвилде и опљачкао Тбилиси пре него што се вратио у Табриз. Са њим је био шеик Ибрахим, отац будућег шеика Џунејда. Такође је организовао други војни поход против Грузије 1444. године. Његове снаге су се сусреле са снагама Александровог наследника, краља Вахтанга IV код Ахалцихе, али борба је била неуспешна и Џахан Шах се поново вратио у Табриз. 

## Освајање Багдада
Џахан Шахов брат Испенд, који је владао Багдадом и његовом околином дванаест година, умро је 1445. године и завештао је државу свом братанцу Алванду Мирзи, пошто је његов син Фулад Мирза био премлад у то време. Међутим, већина емира преферирала је Фулада. Одлучио је да организује војну експедицију против Багдада уз подршку неких емира, који су код њега тражили уточиште. После седам месеци опсаде, Багдад је заузет 9. јуна 1446. године. Такође је именовао своје братанце Алванда Мирзу, Рустама, Таркана и Махмуда да заједнички управљају Мосулом. Он је именовао свог сина Мирзу Мухамеда да управља Багдадом у његово име.

## Владавина
Након смрти тимуридског владара кана Шах Руха 1447. године, Џахан Шах је постао независни владар Кара Којунлуа и почео је да користи титуле султана и кана. У исто време, Тимуридско царство је искористило борбе међу туркоманским емирима и заузело градове Султанију и Казвин. Мир је склопљен када се султан Мухамед бин Бајсонкор оженио ћерком султана Џахан Шаха. Међутим, поново је преузео земље које је изгубио од Мирзе Бабура. Именовао је свог сина Пирбудага да управља Исфаханом 1452. године. У лето 1458. напредовао је до Херата, али је убрзо морао да се врати због побуне његовог сина Хасана Алија, као и због Абу Саидовог похода на Табриз.
Хасан Али је неко време држан у затвору Маку због своје бунтовне природе. Поражен је у зиму 1458. године, овога пута се побунио његов син Пирбудаг, коме се убрзо придружио Хасан Али у Фарсу. Међутим, поштеђен је на захтев своје мајке и замењен је Мирзом Јусуфом, другим сином султана Џахан Шаха. Пирбудаг је послат да управља Багдадом, остали његови синови су распоређени Касим-бег у Керман, а Хасан Али је поново затворен. Међутим, Пирбудаг се поново побунио и сада контролише Багдад. Поражен је 1464. године, а погубио га је Мирза Мухамед.

## Сукоб са Ак Којунлуом

### Сукоб са Џихангиром
Отприлике 1447. године,  султан Џахан Шах је био укључен у борбу против Ак Којунлуа који су одувек били заклети непријатељи Кара Којунлуа. Прва од ових битака догодила се када се Алванд Мирза побунио и побегао код емира Џихангира, поглавара Ак Којунлуа. Султан Џахан Шах је захтевао да му предају његовог бунтовног братанца, али је емир Џихангир одбио да га преда. Султан Џахан Шах је упао у Ерзинџан и послао свог команданта - Рустем бега да покори  Џихангира. Безнадежни емир Џихангир је послао своју мајку Сару Хатун у мамелучки Египат, док је султан Џахан Шах почео да подржава свог полубрата шеика Хасана. Док је шеика Хасана убио Узун Хасан, Џихангиров брат; султан Џахан Шах је пожурио да понуди мир Ак Којунлуу, у замену да прихвати њихову покорност. Емир Џихангир је прихватио и удао своју ћерку за Мирзу Мухамеда.

### Сукоб са Узун Хасаном
Султан Узун Хасан није признао власт свог старијег брата и побунио се против њега, освојио је Амид 1457. године, емир Џихангир је побегао код султана Џахан Шаха. Султан Узун Хасана су такође подржавали Сафавиди, њихов вођа шеик Џунејд је био Узун Хасанов зет. Заменио га је шеик Џафар - његов ујак. 
Султан Џахан Шах је кренуо из Табриза са великом војском 16. маја 1466. године и дошао у басен језера Ван. Док је био тамо, био је бесан када је сазнао да султан Узун Хасан напада његове земље са 12.000 коњаника. У међувремену, султан Узун Хасан, сумњајући да султан Џахан Шах планира да га нападне, пажљиво је чувао планинске превоје. Изасланици су ишли напред-назад између њих, али због тешких захтева султана Џахан Шаха, споразум није могао бити постигнут. Пошто је напредовао до Муша, султан Џахан Шах је морао да одложи напад због почетка зиме. Пошто су његове трупе почеле да се жале, одлучио је да се повуче у зимску резиденцију. Султан Узун Хасан је изненадио његову војску и потпуно је поразио у изненадном нападу. Мирза Јусуф и Мирза Мухамед су заробљени 30. октобра или 11. новембра 1467. године, у бици код Чапакчура. Султан Џахан Шах је погинуо у борби док је бежао. а његовом смрћу завршена је велика ера историје Кара Којунлуа. Наследио га је син султан Хасан Али. Султан Џахан Шах је сахрањен у јужном делу Плаве џамије у Табризу.

## Наслеђе
Године 1462, Абд ал-Разак је описао Џахан-шахову владавину следећим речима: „Захваљујући добронамерној администрацији (хусн-и 'инаиат ва лутф-и атифат) Мирзе Џахан-шаха, Азербејџан је био веома успешна држава. Тај добронамерни суверен је желео да спроводи правду, да обезбеди просперитет земље и да се часно опходи према својим поданицима. Главни град Табриз је по свом бројном становништву и распрострањености мира угледао се на Египат (миср-и јами). гласине о лепом понашању тог срећног краља прошириле су се по целом свету. Становници његовог Богом заштићеног царства, равнодушни према стрелама догађаја, уживали су у миру“.
Султан Џахан Шах, поред тога што је био песник, промовисао је културу, учење и архитектуру. Користећи псеудоним „Хаћићи“, султан Џахан Шах је писао поезију на азербејџанском, турском и персијском. Године 1447. удао је своју ћерку за потомка чувеног мистика Шаха Ниматулаха Валија кога су шиити поштовали као свеца и чудотворца.

## Породица
Био је неколико пута ожењен. Познати бракови укључују: ћерку цара Алексија IV од Трапезунта и Џан Бегум (ћерка Тајуддин Рајаб бин Афридун):

### Синови
- Пирбудаг — гувернер Исфахана и Фарса, затим Багдада. Убио га Мирза Мухамед.
- Хасан Али, наследио је свог оца.
- Мирза Мухамед — зет Џихангир Бега, заробљен 11. новембра 1467. године, у бици код Чапакчура и погубљен.
- Мирза Јусуф — заробљен 11. новембра 1467. године, у бици код Чапакчура и ослепљен. Погубио га Угурлу Мухамед 22. октобра 1469. године.
- Касим Бег.

### Ћерке
- Салиха Хатун
- Хабиба Хатун
- Тутук 'Исмат, удата за султана Мухамеда, тимуридског владара[14]
- Ћерка удата за потомка Ниматулаха Валија